# Ache jezik
Ache jezik (stariji naziv ache yi; ISO 639-3: yif), sinotibetski jezik uže tibetsko-burmanske skupine, kojim govori 35 000 ljudi (2003) u kineskoj provinciji Yunnan u okruzima Shuangbai, Yimen, Eshan i Lufeng.
Ache se klasificira užoj lolo podskupini lolo-burmanskih jezika. Etnička grupa A Che klasificira se u nacionalnost Yi.

## Vanjske poveznice
- Ethnologue (14th)
- Ethnologue (15th)